# Дадди, Эммануэль
Эммануэль Дадди (22.11.1894 г., Мосул, Ирак — 11.01.1980 г., Мосул, Ирак) — первый епископ Мосула c 27 июня 1960 года по 14 февраля 1960 года и первый архиепископ Мосула Халдейской католической церкви c 27 июня 1960 года по 11 января 1980 года.

## Биография
Эммануэль Дадди родился 22 ноября 1894 года в городе Мосул, Ирак.
3 августа 1919 года Эммануэль Додди был рукоположён в священника.
27 июня 1960 года Римский папа Иоанн XXIII назначил Эммануэля Дадди епископом Мосула. 19 марта 1961 года Эммануэль Дадди был рукоположён в епископа.
14 февраля 1967 года епархия Мосула была возведена в ранг архиепархии, и Эммануэль Дадди стал первым архиепископом Мосула.
Умер 11 января 1980 года.